# Ron Asheton
Ronald Frank Asheton, kaldet Ron Asheton (17. juli 1948 – 6. januar 2009), var en amerikansk guitarist, der især er kendt for sit samarbejde med Iggy Pop i The Stooges, som de grundlagde i 1967 sammen med Rons bror Scott Asheton samt vennen Dave Alexander.
Ron Asheton medvirkede på de første tre album, som The Stooges udgav i perioden 1969-1973, men blev herefter erstattet af James Williamson. Han havde ud over at spille med på pladerne også skrevet flere af numrene sammen med Iggy Pop. Efter perioden med The Stooges spillede Asheton i en række andre sammenhænge, men da The Stooges i begyndelsen af 2000'erne blev gendannet, var Ron Asheton tilbage som guitarist.
I en afstemning i Rolling Stone i 2003 blev Ron Asheton valgt som nummer 29 blandt verdens bedste guitarister.